# Петър Райчев
Пѐтър Ра̀йчев Георгѝев е български оперен певец, режисьор и музикален педагог, професор. Той е първият световноизвестен български оперен певец.

## Биография

### Ранни години и семейство
Роден е на 9 март 1887 година във Варна. Баща му Райчо Г. Райчев е от Малко Търново, учил гимназия в Одрин. След установяването му във Варна, Райчо Райчев закупува много земя и става заможен и уважаван човек сред местните. Майка му Русина Райчева изпълнява народни песни, а вуйчо му Иван се слави из Варненска околия като най-добрият гайдар и певец на народни песни. Добри Христов нотира и съхранява много от песните, които изпълнява майка му.
Петър Райчев прекарва детството си във Варна и село Дервент. Участва в църковния хор на Добри Христов. Докато е ученик във Варненската мъжка гимназия пее в училищния хор. По това време се увлича по социалистическите идеи. Взима участие в работническия социалистически клуб във Варна. По време на една литературно-музикална вечеринка е забелязан от директора на гимназията и в последните дни на гимназиалния курс е изключен. Взема държавният си изпит в Разград, където завършва с отличие през 1906 г.

### Образование
През 1906 г. Петър Райчев заминава за София и, при все че мечтаел да стане певец, поради липса на консерватория се записва да следва живопис в Рисувалното училище (днешната Художествена академия) в класа на Иван Мърквичка като паралелно с това посещава и лекции по литература в Държавния университет. След затварянето на Университета заради освиркването на цар Фердинанд от студентите при откриването на Народния театър на 3 януари 1907 г. Петър Райчев напуска София и се установява като учител в Чаушкьой, Варненско. На следващата година с помощта на сестра си Мария се завръща в София и продължава да учи. Художник е в списание „Порой“ на Христо Цанков-Дерижан. Поддържа приятелски отношения с Димчо Дебелянов, Елин Пелин, Александър Балабанов. Заедно със състудента си Чудомир сътрудничат на в-к „Барабан“ с рисунки и карикатури, които той подписва с псевдонима Пиер. Сътрудничи и във вестник „Българан“ като художник, карикатурист и поет. В него се подписва със собственото си име. Хумористът Стоян Шакле му посвещава двустишие. Като певец се изявява за първи път пред столичното общество в един концерт на Рисувалното училище, който се състои в Славянска беседа. В концерта участват и Катя Стоянова, Константин Михайлов-Стоян и Иван Вульпе. Райчев пее ария от операта „Халка“ на Станислав Монюшко. Чувайки красивия му глас, Константин Михайлов-Стоян, който е един от основоположниците на оперното дело в България, настойчиво го съветва да започне да взима частни уроци по пеене при Иван Вульпе, който става негов първи вокален педагог.
Петър Райчев е привлечен за хорист и артист в Софийската оперна дружба, където дебютира в откъси от операта „Лучия ди Ламермур“ в ролята на Едгардо.
Посъветван е да замине за Русия, за да учи редовно пеене в консерватория. Поради липса на средства Райчев се обръща за помощ към Министерство на народното просвещение, но тогавашният министър Никола Мушанов отказва с коментара, че Министерството не дава пари за некадърници. Подпомогнат отново финансово от сестра си Мария през 1910 г. заминава за Москва, където, въпреки голямото закъснение за приемния изпит, се явява на прослушване при директора на Московската консерватория М. Иполитов-Иванов, който открива таланта на Петър Райчев и той е приет за студент като става ученик на прочутия проф. Умберто Мазети. Няколко месеца по-късно се явява на конкурсен изпит за стипендия, на който класиралите се на първите три места студенти от явилите се 40 консерваторията отпуска стипендия. Райчев се класира първи и получава стипендия от 37 рубли месечно. Завършва с отличен успех и златен медал петгодишния курс на консерваторията само за три години, като в първи курс държи изпит за „прехвърляне“ и преминава в четвърти курс. Това му позволява по право да стане солист в Болшой театър, но там той заявява, че не се чувства още готов за солист на този театър и че иска да специализира в Италия. Ръководството на Болшой театър решава да му отпусне стипендия от двеста рубли месечно за срок от две години, при условие, че после ще се върне обратно в Болшой театър и Райчев заминава за Неапол, Италия. Там изучава репертоар и постановка при Фернандо де Лучия. При него остава за цяла година, а изкуството на Де Лучия се превръща в идеал за Райчев. В Неапол Де Лучия препоръчва Райчев в местния оперен театър „Сан Карло", където той дебютира успешно в „Бохеми" и „Риголето". Малко по-късно Петър Райчев замества заболелия тенор Алесандро Бончи в няколко спектакли на италианска оперна трупа в Лондон на сцената на „Ковънт Гардън“, където, поради огромния си успех, вместо 6 дни той остава 6 седмици. След завръщането му в Неапол пее отново в театър „Сан Карло", следват гостувания в Палермо, Венеция и Генуа. Така стартира неговата впечатляваща световна певческа кариера.
След участие в един от традиционните концерти, организирани от Московската консерватория, където пее две италиански и две испански песни, Райчев се запознава с художника Пьотр Кончаловски. Той го запознава с Константин Станиславски. Поканен е да вземе участие в програмата на ежегодно провежданите от Московския художествен театър легендарни художествено-хумористични вечери „Капустник“. В тези представления участва целият артистичен състав на Художествения театър. Райчев се запознава с актьорите Иван Москвин, Василий Качалов, Олга Книпер-Чехова, Александър Вишневски, Владимир Немирович-Данченко, Василий Лужки, Михаил Климов. Участват също и Леонид Собинов, Антонина Нежданова и Сергей Рахманинов.
Дарбите му на художник, литератор и певец се олицетворяват прекрасно в ролята на поета Родолфо от операта „Бохеми“. А за ролята му на художника Каварадоси в „Тоска" немският критик Адолф Вайсман пише, че нито един артист в тази роля не държи палитрата като истински художник. Единственото изключение прави Райчев.

## Професионална дейност
Дебютира с ролята на Едгардо в „Лучия ди Ламермур“ от Гаетано Доницети на 13 юни 1909 г. на сцената на Българската оперна дружба в София. През 1914 г. Райчев се завръща на сцената на „Болшой театър“, поемайки ролята на Ромео от операта на Гуно „Ромео и Жулиета“ от заболелия тенор Леонид Собинов. През сезон 1914 – 1915 г. се изявява на сцената на театъра „Музикална драма“ в Петроград. След включването на България в Първата световна война на страната на Централните сили, Райчев е принуден да напусне Петроград, тъй като всички български поданици са обявени за граждански пленници. Започва да обикаля Русия като оперен солист. За кратко е интерниран в Иркутск. Между 1915 и 1917 г. посещава Омск, Томск, Екатеринбург, Саратов, Царицин, Баку, Тифлис, Ташкент, Ростов, Кисловодск, Харков, Полтава, Екатеринослав, Одеса, Киев, Кострома, Орел, Воронеж, Железноводск, Екатеринодар, Новочеркаск, Елизаветград, Тула, Владивосток. След това се установява отново в Петроград, където го сварва и Октомврийската революция, а по-късно отива в Москва и в Киев. През 1920 г. с помощта на Кръстьо Раковски се завръща в България. Първият си концерт изнася във Варна. Като част от „Оперната дружба“ изнася редица концерти и участва в оперни представления в София.
На път за Милано Петър Райчев остава непредвидено за няколко месеца в Югославия, където гостува на сцените в Белград, Загреб и Любляна. Пътува из Чехословакия, Малта, Италия, Германия, Австрия, Великобритания, Полша, Румъния. По това време става първият български оперен артист с международна слава. След като се установява в Милано получава и изпълнява роли в оперните театри в Болоня, Венеция, Верона, Триест, Палермо, Милано и Генуа. Същевременно гостува и на оперните сцени в Ла Валета, Кайро и Александрия. През 1923 г. е гост във Виена, където участва в девет спектакли на Щатсопера под диригентсвото на Феликс Вайнгартнер и в партньорството на Леман и Шварц. Гастролира в Чехословакия – Прага, Бърно, Братислава, Пилзен, Острава. Чешкият вестник „Moravsky novini“ посвещава стихотворение на Петър Райчев.
1926 г. се установява в Берлин. Под диригентсвото на Бруно Валтер участва в изнасянето на Вердиевия реквием. Предприема турнета в Полша – Варшава, Познан и Катовице, както и в Рига и Талин. Следват концерти в Стокхолм, Хелзинки и Копенхаген. Отново се завръща в Берлин и прави обиколка из Германия. През 1925 г. участва в гала спектакъла на „Риголето“ в „Гранд Опера“, Париж. За първи път си партнира с Фьодор Шаляпин в спектакъла „Борис Годунов“ в Будапеща през 1927 г. В резултат на забележителното си участие следват редица гастроли в Испания заедно с Фьодор Шаляпин и в Португалия. През 1927 г. е избран измежду 40 славянски тенора за дирижирания от Бруно Валтер гала спектакъл „Евгени Онегин“. През 1928 г. участва заедно с Шаляпин в оперния театър в Будапеща във „Фауст“. След това гастролира в Букурещ и Клуж. Разрешено му е да изнесе концерт в Добрич, намиращ се по това време в границите на Румъния. Изпълнява множество български песни, а българското население превръща концерта в патриотична манифестация на несломимия добруджански дух. През 1934 – 1936 година е пръв солист и режисьор на операта в Загреб. През 1936 г. окончателно се завръща в България. Постъпва в Софийската опера като солист. Работи заедно с Христина Морфова, Анна Тодорова, Стефан Македонски, Илка Попова и Михаил Попов. Петър Райчев е професор по оперно пеене в Държавната музикална академия в София. Негови ученици са Алексей Милковски, Миньо Минев, Надя Шаркова, Валентина Александрова.
Работи заедно с Фьодор Шаляпин, Бруно Валтер, Рикардо Страчиари, Тоти Дал Монте, Тита Руфо, Карло Галефи. Високо е оценен от Артуро Тосканини, Сергей Прокофиев, Умберто Джордано, Пиетро Маскани, Бруно Валтер. Петър Райчев умее да разкрие съдържанието на образите, да одухотвори всеки тон, всеки жест.
Участва в звуковите филми „Кармен“, „Евгений Онегин“ и „Певецът от улицата“. Записва десетки грамофонни плочи с арии и песни.

### Режисьорска дейност
Първите му изяви като режисьор датират от 1919 г., като поставя оперите „Ловци на бисери“ от Жорж Бизе, „Вертер“ от Жул Масне, „Приказка за цар Салтан“ от Николай Римски-Корсаков, „Дама пика“ от Пьотр Илич Чайковски на сцените в Киев и Рига. В Малта поставя оперите „Травиата“, „Вертер“ и „Манон“, в Будапеща – „Аида“ и „Турандот“. Последовател е на школата на руския режисьор Константин Станиславски. В периода 1934 – 1935 г. е режисьор в Загребския оперен театър, изявява се с „Рейнско злато“, „Риголето“, „Вертер“, „Борис Годунов“, „Бохеми“, „Дама пика“.
На 12 април 1920 г. в Българска оперна дружба в София, заедно с Христо Попов, е режисьор на операта „Кармен“ от Жорж Бизе. На 12 юни 1942 г. режисира операта „Палячи“ от Руджеро Леонкавало в София. На същата дата се играе и операта „Селска чест“ от Пиетро Маскани. Режисьор е на операта „Севилският бръснар“ от Джоакино Росини, изпълнявана на сцена на 10 май 1945 г. и 14 октомври 1950 г. в София и на 24 декември 1950 г. във Варна.
През 1947 г. основава Варненската опера. Петър Райчев е първият ѝ художествен ръководител и режисьор на всичките постановки от първия сезон. Първото представление „Продадена невеста“ от Бедржих Сметана е изнесено на 7 септември 1947 г. Диригент е синът му Руслан Райчев. На 17 ноември 1947 г. поставя на сцена „Мадам Бътерфлай“ от Джакомо Пучини. На 16 февруари 1948 г. режисира „Палячи“ от Руджеро Леонкавало. На същата дата се играе и операта „Селска чест“ от Пиетро Маскани. На 29 април 1948 г. се играе операта „Травиата“ от Джузепе Верди, чийто режисьор е Петър Райчев.
През 1949 г. подпомага създаването на операта в Русе, а на 15 ноември 1953 г. с представлението „Продадена невеста“ от Бедржих Сметана, чийто режисьор-постановчик е Петър Райчев, се открива операта в Пловдив. На 12 февруари 1951 г. в Русе и на 15 ноември 1953 г. в Пловдив поставя на сцена операта „Продадена невеста“ от Бедржих Сметана.

## Семейство
На 5 май 1919 г. от първата му съпруга Фаина Куманова се ражда синът му Руслан Райчев.
На 11 май 1944 г. от втората му съпруга Вера Карагеоргиева се ражда синът му Камен Райчев, художник.

## Памет
На Петър и Руслан Райчеви е наречена улица в квартал „Драгалевци“ в София (Карта).

## Награди и отличия
- 1921 г. – награден е с почетния дружествен знак на Българския червен кръст;[37]
- 1939 г. – удостоен е с орден „Св. Александър“[38]
- 1947 г. – удостоен е със званието „заслужил артист“;
- 1949 г. – удостоен е със званието „народен артист“;[23][39]
- 1950 г. – получава Димитровска награда;[40]
- 1956 г. – удостоен е с орден „Народна република България“, II степен;[41]
- 1959 г. – удостоен е с орден „Народна република България“, I степен;[41]

## Роли
Петър Райчев изпълнява 40 роли в 582 участия на сцената на Софиската опера:
| опера                 | роля              |
| --------------------- | ----------------- |
| „Демон“               | Вестител          |
| „Травиата“            | Гастон            |
| „Травиата“            | Алфред            |
| „Фауст“               | Фауст             |
| „Палячи“              | Канио             |
| „Кармен“              | Дон Хосе          |
| „Аида“                | Радамес           |
| „Евгени Онегин“       | Ленски            |
| „Вертер“              | Вертер            |
| „Риголето“            | Дук на Мантуа     |
| „Бохеми“              | Рудолфо           |
| „Севилският бръснар“  | Граф Алмавива     |
| „Тоска“               | Марио Каварадоси  |
| „Манон“               | Де Грийе          |
| „Дама Пика“           | Герман            |
| „Турандот“            | Калаф             |
| „Снежанка“            | Берендей          |
| „Ловци на бисери“     | Надир             |
| „Крали Марко“         | Груйко            |
| „Дон Паскуале“        | Ернесто           |
| Княз Игор“            | Владимир Игоревич |
| „Ромео и Жулиета“     | Ромео             |
| „Еврейката“           | Елеазар           |
| „Садко“               | Индийски гост     |
| „Цар Калоян“          | Балдуин           |
| „Борис Годунов“       | Самозванец        |
| „Продадена невеста“   | Йеник             |
| „Прилепът“            | Айзенщайн         |
| „Трубадур“            | Манрико           |
| „Русалка“             | Князът            |
| „Иродиада“            | Йоан              |
| „Еро от оня свят“     | Мича-Еро          |
| „Саламбо“             | Мато              |
| „Дъщерята на полка“   | Тонио             |
| „Иван Сусанин“        | Богдан Собинин    |
| „Бал с маски“         | Рикардо           |
| „Фиделио“             | Флорестан         |
| „Кавалерия Рустикана“ | Туриду            |
| „Симон Боканегра“     | Габриеле Адорно   |
| „Борис Годунов“       | Княз Шуйски       |